# Джафаров, Таяр Джумшуд оглы
Джафаров, Таяр Джумшуд оглы (азерб. Təyyar Cümşüd oğlu Cəfərov; род. 18 июля 1939, Баку) — доктор физико-математических наук, Действительный член Национальной академии наук Азербайджана (2014), академик.

## Происхождение
Таяр Джафаров родился 18 июля 1939 г. в Баку, Азербайджан. В 1961 году окончил Факультет физики Азербайджанского государственного университета

## Деятельность

### Научная деятельность
- В 1972−1978 гг. Джафаров возглавлял Лабораторию диффузионных процессов в Физико-техническом институтом имени А. Ф. Иоффе Российской Акалемии Наук.
- В 1974 г. защитил докторскую диссертацию на тему "Влияние межпримесного взаимодействия и дефектообразования на диффузию в полупроводниках" и ему была присуждена ученая степень доктора физико-математических наук.
- С 1978 г работал заведующим лабораторией в Институте физики Академии наук Азербайджана, а затем заместителем директора.
- С 2009 г. является руководителем лаборатории "Преобразователи солнечной и водородной энергии". в Институте физики[2]

### Педагогическая деятельность
- В 1980-1993 гг преподавал в Азербайджанской государственной нефтяной академии на кафедре физики.
- В 1996-2004 гг преподавал в Караденизском техническом университете (Трабзон, Турция) и Техническом университете Йылдыз.
- В 2000 г. читал цикл лекций по высокотемпературной сверхпроводимости в университете Per la Ricerca Di Base (Молизе, Италия) и избран почетным профессором этого университета.[3]

### Прочая деятельность
Т.Д. Джафаров руководил рядом международных грантов:
- Grant of scientific and technical research council of Turkey (TUBITAK) for project “Thin Film Solar Cells” 1999-2001.
- NATO Grant for project “Creation of the High-sensitive photo-detectors in the IR-spectral Range” 2002-2003.
- DPT (Turkish state planning organization) Project 23-DPT-07-01-02 “Hydrogen production from boron compounds and development of fuel cells. Hydrogen diffusion in boron compounds”
- STCU Grant for Project no: 3819 “Research and development of novel microelectronics gas sensors based on nanostructured porous-layers for environmental monitoring”, 2007-2009.
- STCU Grant for Project no: 5585 “Development of novel nano-porous silicon-based hydrogen fuel cells”, 2011-2012.
- Grant of Azerbaijan National Academy of Sciences: “Development and investigation of silicon solar cells”, 2010-2011. и др

## Членство в международных научных организациях
- Член бюро Научного совета “Функциональные материалы электронной техники” при Международной ассоциации академий наук СНГ и стран Европы.

## Названия научных работ
- G. B.Abdullaev and T.D.Dzhafarov, Atomic Diffusion in Semiconductor Structures (Harwood Academic Publishers, London-Paris-New York, 1987) 340 p.
- Г.Б.Абдуллаев, Т.Д.Джафаров, Атомная Диффузия в Полупроводниковых Структурах (Атомиздат, Москва, 1980) 280 с.
- Т.Д.Джафаров, Дефекты и Диффузия в Эпитаксиальных Структурах (Наука, Ленинград, 1978) 207 с.
- Т.Д.Джафаров, Фотостимулированные Атомные Процессы в Полупроводниках (Энергоатомиздат, Москва, 1987) 133 с.
- Т.Д.Джафаров, Радиационно-стимулированная Диффузия в Полупроводниках (Энергоатомиздат, Москва, 1991) 287 с.
- Т.Д.Джафаров, В.И.Фистуль и др. Физика и Материаловедение Полупроводников с Глубокими Уровнями (Металлургия, Москва, 1987) 230 с.
- Tayyar Caferov, Yarıiletken Fiziği (Yıdız Teknik Ünivesitesi, İstanbul, 1998) 200 s.
- Tayyar Cafer, Katıhal Elektroniği (Yıdız Teknik Ünivesitesi, İstanbul, 2000) 234 s.
- ALTERNATIVE FUEL (collective monograph), ed. Maximina Manzonera, Chapter 13. T.D.Dzhafarov and S.A.Aydin, Nano-Porous Silicon-based Mini Hydrogen Fuel Cells, (INTECH, Rijeka, Croatia, 2011) pp.309-345, ISBN 978-953-307-372-9.
- SOLAR CELLS – RESEARCH and APPLICATION PERSPECTIVES, ed. Dr.  Arturo Morales-Acevedo, Chapter 2, Tayyar Dzhafarov, Silicon Solar Cells with Nanoporous Silicon  Layer, (INTECH, Rijeka, Croatia, 2013), pp. 27-59.
- Tayyar Dzhafarov, Porous Silicon and Solar Cells. Chapter in: Handbook of Porous Silicon (Ed. Leigh Canham), Springer International Publishing, Switzerland, 2015.
- A.M.Pashaev, T.D.Dzhafarov. Physical foundation on nanoelectronics. Baku, 2014 (in Russian).
- A.M.Pashaev, T.D.Dzhafarov. Physical foundation on microelectronics. Baku, 2014, 159 p. (in Azerbaijan language).
- Tayyar Dzhafarov, Ayaz Bayramov, Porous Silicon and Solar Cells. Chapter in book: Handbook of Porous Silicon (Ed. Leigh Canham), Second Edicaton. Springer International Publishing AG 2017, 1479-1492

## Премии и награды
- Почетная грамота Президиума Академии наук СССР
- Награжден орденом "Шохрат"
- Орден Почета НАН Азербайджана